# Summer World University Games 2025/Teilnehmer (Neuseeland)
| Gelbes Symbol für Goldmedaillen mit stilisierten Olympischen Ringen | Graues Symbol für Silbermedaillen mit stilisierten Olympischen Ringen | Braundes Symbol für Bronzemedaillen mit stilisierten Olympischen Ringen |
| ------------------------------------------------------------------- | --------------------------------------------------------------------- | ----------------------------------------------------------------------- |
| —                                                                   | —                                                                     | 2                                                                       |

Neuseeland nahm an den Summer World University Games 2025 vom 16. bis zum 27. Juli mit 83 Athleten (38 Männer und 45 Frauen) teil.

## Medaillen

### Medaillenspiegel
| Rang   | Sportart       | Gold | Silber | Bronze | Gesamt |
| ------ | -------------- | ---- | ------ | ------ | ------ |
| 1      | Leichtathletik | –    | –      | 1      | 1      |
| 1      | Rudern         | –    | –      | 1      | 1      |
| Gesamt | Gesamt         | 0    | 0      | 2      | 2      |

### Medaillengewinner
| Name/n                              | Sportart       | Wettkampf             |
| ----------------------------------- | -------------- | --------------------- |
| Bronze                              |                |                       |
| Kimberley May                       | Leichtathletik | 1500 m                |
| Frances Casey Isobel Eliadis-Watson | Rudern         | Zweier mit Steuerfrau |

## Teilnehmer nach Sportarten

### Basketball

#### 3×3-Basketball
Frauen
- Kate Herman
- Mayako Taingahue
- Alexa Duff
- Carly Ohia

### Beachvolleyball
Männer
- John McManaway
- James Sadlier

### Bogenschießen
| Männer - Ben McLean | Frauen - Isabella Matthews |

### Fechten
| Männer - Matthew Valkenburg - Joel Ball-La Hood - Joel Wilson - Nolan Peterson | Frauen - Tamsyn Campbell - Seraphine Cox - Sophia Tweddle - Elsie Lins - Chan Ho-ting - Chantelle May - Helen Wang |

### Judo
| Männer | Frauen |

### Leichtathletik
| Männer - Toby Gualter - Tom Te Puni - Alexander Revell-Lewis - Liam Back - Shay Veitch - Nicholas Palmer | Frauen - Marielle Venida - Kimberley May - Rosa Twyford - Jordyn Blake - Eva Pringle - Annalies Kalma - Isabel Neal - Pryton Leigh - Emma Douglass - Madeleine Wilson - Hannah Adye |

### Rudern
| Männer - Arie Rasmussen (Einer) - Henry Clatworthy (Doppelzweier) - Matthew O’Meara (Doppelzweier) - Samuel Barnett (Vierer ohne Steuermann) - George Johnson (Vierer ohne Steuermann) - Harry Galvan (Vierer ohne Steuermann) - Lewis Meates (Vierer ohne Steuermann) | Frauen - Madison Neale (Doppelzweier) - Hannah Matehaere (Doppelzweier) - Frances Casey (Zweier ohne Steuermann) - Isobel Eliadis-Watson (Zweier ohne Steuermann) |

### Taekwondo
Frauen
- Victoria Li
- Alexi Evett
- Abigail Wheeler

### Turnen

#### Gerätturnen
| Männer - Logan Curtis - Daniel Stoddart - Joshua Teitelbaum - Max Renaud - Alexander Istock | Frauen - Alisa Wada |

#### Rhythmische Sportgymnastik
Frauen
- Havana Hopman

### Wasserball
| Männer - Bae Foutain - Ashwyn Keshvara - Gene Baggott - Michael Rodgers - Mitchell Keightley - Daniel Warman - Hamish Hegarty - Ethan Carrington - Flynn Howarth - Campbell Hulbert - Josef Schuler - Isaac Schuler - Matthew Anderson | Frauen - Chelsea Oliver - Isabelle Jackson - Bianca Pennington - Georgia Milne - Riaan Bryant - Isabelle Broadmore - Georgia Daly - Taylor Fisher - Georgia Reed - Emison Styris - Lauren Batchelor - Erin Goldsmith - Sophie Gardiner |